# Școala Robinsonilor
Școala Robinsonilor (în franceză L'École des Robinsons) este un roman scris de Jules Verne în 1882. Inițial serializat în Magasin d'Éducation et de Récréation între 1 ianuarie și 1 decembrie 1882, a apărut în volum pe data 13 noiembrie a aceluiași an.

## Povestea
Godfrey, un tânăr de 22 de ani, trăiește cu unchiul, bogatul Lord William W. Kolderup. Înainte de a se căsători cu tânăra și frumoasa Phina, el cere să facă o călătorie de doi ani pe mări. Cedând dorinței sale, unchiul său îl trimite să viziteze Noua Zeelandă la bordul vasului Dream, comandat de căpitanul Turcotte. Alături de el se află mentorul și profesorul său de dans, T. Artelett.
Din nefericire, vasul se scufundă la câteva mile de o insulă pe care Godfrey și T. Artelett, singurii supraviețuitori ai naufragiului, vor trebui să învețe să supraviețuiască, înfruntând sălbaticii. În fața acestei adevărate școli a vieții, tânărul blazat va descoperi valoarea efortului, dobândind sânge rece și curaj.

### Capitolele cărții
- Capitolul I - În care cititorul, dacă dorește, va avea ocazia să cumpere o insulă în Oceanul Pacific
- Capitolul II - Cum William W. Kolderup din San Francisco se luptă cu J. R. Taskinar din Stockton
- Capitolul III - În care discuția dintre Phina Hollaney și Godfrey Morgan este acompaniată de pian
- Capitolul IV - În care T. Artelett, zis Tartelett, este prezentat cititorului, așa cum se cuvine
- Capitolul V - În care se fac pregătiri de plecare și la sfârșitul căruia se pleacă de-a binelea
- Capitolul VI - În care cititorul este invitat să facă cunoștință cu un nou personaj
- Capitolul VII - În care vom vedea că William W. Kolderup poate că nu a făcut rău că și-a asigurat corabia
- Capitolul VIII - Care îl face pe Godfrey să ajungă la amare reflecții asupra maniei călătoriilor
- Capitolul IX - În care se demonstrează că nu totul este trandafiriu în meseria de Robinson
- Capitolul X - În care Godfrey procedează așa cum oricare naufragiat ar fi procedat în asemenea împrejurări
- Capitolul XI - În care problema locuinței este rezolvată în măsura în care poate fi rezolvată
- Capitolul XII - Care se încheie exact când trebuie, printr-un minunat și fericit trăsnet
- Capitolul XIII - Unde Godfrey vede încă o dată, înălțându-se dintr-un alt punct al insulei, un fum ușor
- Capitolul XIV - În care Godfrey găsește o epavă, căreia el și tovarășul lui îi fac o călduroasă primire
- Capitolul XV - În care se întâmplă ceea ce se întâmplă cel puțin o dată în viața oricărui Robinson, autentic sau închipuit
- Capitolul XVI - În care se produce un incident ce nu va surprinde pe cititor
- Capitolul XVII - În care pușca profesorului Tartelett face într-adevăr minuni
- Capitolul XVIII - Care tratează despre educația morală și fizică a unui simplu indigen din Pacific
- Capitolul XIX - În care situația, și așa grav compromisă, se complică din ce în ce mai mult
- Capitolul XX - În care Tartelett repetă pe toate tonurile că vrea să plece
- Capitolul XXI - Care se încheie cu o cugetare cu totul surprinzătoare a negrului Carefinotu
- Capitolul XXII - Care încheie, explicând tot ceea ce a părut până acum inexplicabil[2]

## O robinsonadă amuzantă
Termenul Robinson face aluzie la prima operă scrisă pe tema naufragiilor: Robinson Crusoe de Daniel Defoe. Însă romanul de față prezintă această aventură pe un ton glumeț, parodiind robinsonada. Carèfinotu corespunde stereotipului sălbaticului naiv care acceptă recunoscător binecuvântările civilizației, fiind o parodie a sălbaticului Vineri, slujitorul lui Robinson Crusoe.
Tartelett duce o viață confortabilă în reședința Lordului William W. Kolderups. Traiul pe insulă se dovedește foarte dificil pentru el, profesorul fiind responsabil cu nesfârșitele plângeri, pline de umor. La rândul său, Godfrey este omul modern care pozează în Robinson Crusoe, beneficiind de forța fizică, de imaginația și de tot ce are nevoie pentru a supraviețui.
În acest roman aflat printre scrierile mai puțin importante ale sale, Jules Verne a subliniat partea amuzantă a unui naufragiu, nelăsând loc pentru nostalgie și îndoieli în comportamentul protagoniștilor.

## Teme abordate în cadrul romanului
- naufragiul, temă pe care Jules Verne a tratat-o și în alte romane, cum ar fi Insula misterioasă și Doi ani de vacanță;
- modul în care cunoștințele și curajul pot ajuta un om să supraviețuiască într-un mediu ostil.

## Lista personajelor
- Jup Brass
- Carèfinotu - sălbaticul care se alătură lui Godfrey și Tartelett, echivalentul lui Vineri
- Dean Felporg
- Gingrass
- Phina Hollaney - viitoarea soție a lui Godfrey
- Senatorul Jones
- William W. Kolderup - unchiul lui Godfrey, unul dintre cei mai[formulare evazivă] bogați oameni din San Francisco
- M. Mackay
- Godfrey Morgan - tânărul protagonist
- Oakhurst
- Seng Vu - chinez aflat clandestin la bordul vasului
- Stumpy
- Profesorul T. Artelett - zis Tartelett, profesor de dans și bune maniere
- J. R. Taskinar - alt bogătaș din San Francisco, rival al lui Kolderup
- Căpitanul Turcotte - căpitanul vasului Dream

## Adaptări
Romanul a fost ecranizat în 1981 într-o coproducție SUA/Spania regizată de Juan Piquer Simón și intitulată Jules Verne's Mystery on Monster Island (spaniolă Misterio en Isla de los Monstruos), cu Peter Cushing, Terrence Stamp, Ian Sera și David Hatton. În film apar o serie de monștri, care nu sunt prezenți în cadrul romanului. În 2007, filmul a fost lansat pe DVD alături de un alt film.
Deși numele pare că face aluzie la romanul Insula misterioasă, nu există nicio legătură cu acest roman al lui Verne, mult mai cunoscut. Cu toate acestea, unii recenzori au pretins că există legături, criticând faptul că intriga filmului nu a respectat-o pe cea a cărții.

## Traduceri în limba română
- perioada interbelică - Școala de Robinsoni, Ed. Socec & Co, 286 pag.
- 1975 - Școala Robinsonilor. Raza verde, Ed. Ion Creangă, Colecția "Jules Verne", vol. 6, traducere Clinca Felicia, 296 pag.
- 2010 - Școala Robinsonilor. Raza verde, Ed. Adevărul, Colecția "Jules Verne", vol. 6, traducere Ana-Maria Moisin, 360 pag., ISBN 978-606-539-144-4